# 관세음보살 (영화)
"관세음보살"(Goddess Of Mercy)은 한국에서 제작된 최인현 감독의 1978년 드라마 영화이다. 김정하 등이 주연으로 출연하였고 이우석 등이 제작에 참여하였다.

## 출연

### 주연
- 김정하
- 유영국
- 황해

### 조연
- 박암
- 노강
- 방수일
- 장훈
- 임석봉
- 김백
- 이현정
- 김만
- 홍윤정
- 서정아
- 김일란
- 손영순
- 윤승국
- 천은아
- 원수남

## 기타
- 제작부장: 박태섭
- 제작부장: 황용갑
- 제작진행: 도용기
- 촬영부: 허응회
- 촬영부: 함인하
- 촬영부: 진우영
- 조명: 김진도
- 조명부: 강광희
- 조명부: 이광호
- 조명부: 박용대
- 조명부: 임춘행
- 조연출: 임필형
- 조연출: 조성철
- 조연출: 양재성
- 녹음: 손인호
- 음향: 손효신
- 미술: 이명수
- 특수소품: 불사
- 특수촬영: 송백규
- 미용: 귀향미용실
- 분장: 송일근
- 의상: 이해윤